# Bürí
Bürí è un comune (corregimiento) della Repubblica di Panama situato nella comarca di Ngäbe-Buglé; è ricompreso nel distretto di Jirondai, istituito nel 2012, mentre in precedenza faceva parte del distretto di Kankintú. Si estende su una superficie di 339,7 km² e conta una popolazione di 4.129 abitanti (censimento 2010).